# Европско индивидуално првенство у шаху
Европско индивидуално шаховско првенство је шаховски турнир који организује Европска шаховска унија. Основан је 2000. и од тада се одржава сваке године. Победници турнира директно одлазе на Светско првенство 

## Резултати отвореног првенства
На превнствима и турнирима OPEN (отворене) категорије, дозвољено је учешће шахистима и шахисткињама.
| Година | Место одржавања         | Злато                            | Сребро                           | Бронза                           | Играча/рунди                     | Детаљније |
| ------ | ----------------------- | -------------------------------- | -------------------------------- | -------------------------------- | -------------------------------- | --------- |
| 2000.  | Сент Винсент, Италија   | Павел Трегубов (RUS)             | Алексеј Александаров (BLR)       | Томаш Марковски (POL)            | 120 / 11                         |           |
| 2001.  | Охрид, Реп. Македонија  | Емил Сутовски (ISR)              | Руслан Пономариов (UKR)          | Зураб Азмаипарашвили (GEO)       | 203 / 13                         |           |
| 2002.  | Батуми, Грузија         | Бартломиеј Мациеја (POL)         | Михаил Гуревич (BEL)             | Сергеј Волков (RUS)              | 101 / 13                         |           |
| 2003.  | Силиври, Турска         | Зураб Азмаипарашвили (GEO)       | Владимир Малаков (RUS)           | Александар Граф (GER)            | 207 / 13                         |           |
| 2004.  | Анталијa, Турска        | Васили Иванћук (UKR)             | Предраг Николић (BIH)            | Левон Арониан (ARM)              | 74 / 13                          |           |
| 2005.  | Зегрже, Пољска          | Ливи-Диетер Нисипену (ROM)       | Тејмур Радјабов (AZE)            | Левон Арониан (ARM)              | 229 / 13                         |           |
| 2006.  | Кушадаси, Турска        | Зденко Кожул (CRO)               | Васили Иванчук (UKR)             | Кирил Георгиев (BUL)             | 138 / 11                         |           |
| 2007.  | Дрезден, Немачка        | Владислав Ткачиев (FRA)          | Емил Сутовски (ISR)              | Дмитри Јаковенко (RUS)           | 403 / 11                         |           |
| 2008.  | Пловдив, Бугарска       | Сергеј Тивиаков (NED)            | Сергеј Мовсесиан (SVK)           | Сергеј Волков (RUS)              | 323 / 11                         |           |
| 2009.  | Будва, Црна Гора        | Евгени Томашевски (RUS)          | Владимир Малаков (RUS)           | Бадур Јобава (GEO)               | 306 / 11                         |           |
| 2010.  | Ријека, Хрватска        | Иан Непомниачтчи (RUS)           | Бадур Јобава (GEO)               | Артом Тимофев (RUS)              | 408 / 11                         |           |
| 2011.  | Екс ле Бен, Француска   | Владимир Поткини (RUS)           | Радослав Војташек (POL)          | Јудит Полгар (HUN)               | 393 / 11                         |           |
| 2012.  | Пловдив, Бугарска       | Дмитри Јаковенко (RUS)           | Лорен Фресинет (FRA)             | Владимир Малаков (RUS)           | 348 / 11                         |           |
| 2013.  | Легњица, Пољска         | Александар Моисенко (UKR)        | Евгени Алексев (RUS)             | Евгени Романов (RUS)             | 286 / 11                         |           |
| 2014.  | Јереван, Јерменија      | Александар Мотилев (RUS)         | Давид Гуијаро (ESP)              | Владимир Федосев (RUS)           | 257 / 11                         |           |
| 2015.  | Јерусалим, Израел       | Евгениј Најер (RUS)              | Давид Навара (CZE)               | Матеуш Бартел (POL)              | 250 / 11                         |           |
| 2016.  | Ђаковица, Србија        | Ернесто Инаркиев (RUS)           | Игор Коваленко (LAT)             | Бадур Јобава (GEO)               | 245 / 11                         |           |
| 2017.  | Минск, Беларусија       | Максим Матлаков (RUS)            | Бадур Јобава (GEO)               | Владимир Федосев (RUS)           | 397 / 11                         |           |
| 2018.  | Батуми, Грузија         | Иван Шарић (CRO)                 | Радослав Војташек (POL)          | Санан Сјугиров (RUS)             | 302 / 11                         |           |
| 2019.  | Скопље, Сев. Македонија | Владислав Артемиев (RUS)         | Нилс Гранделиус (SWE)            | Кацпер Пјорун (POL)              | 361 / 11                         |           |
| 2020.  | Марибор, Словенија      | Отказано због Пандемије Ковид-19 | Отказано због Пандемије Ковид-19 | Отказано због Пандемије Ковид-19 | Отказано због Пандемије Ковид-19 |           |
| 2021.  | Рејкјавик, Исланд       | Антон Демченко (RUS)             | Винсент Кејмер (GER)             | Алексеј Сарана (RUS)             | 180 / 11                         |           |
| 2022.  | Брежице, Словенија      | Матијас Блубаум (GER)            | Габријел Саргисијан (ARM)        | Иван Шарић (CRO)                 | 317 / 11                         |           |
| 2023.  | Врњачка Бања, Србија    | Алексеј Сарана (ФИДА)            | Кирил Шевченко (ROM)             | Данијел Дарда (BEL)              | 484 / 11                         |           |
| 2024.  | Петровац, Црна Гора     | Александар Инђић (SRB)           | Данијел Дарда (BEL)              | Фредерик Сване (GER)             | 388 / 11                         |           |
| 2025.  | Румунија                |                                  |                                  |                                  |                                  |           |

## Резултати жене
| Година | Место одржавања        | Злато                            | Сребро                           | Бронза                                                    | Играчица/рунди                   | Детаљније |
| ------ | ---------------------- | -------------------------------- | -------------------------------- | --------------------------------------------------------- | -------------------------------- | --------- |
| 2000.  | Батуми, Грузија        | Наталија Жукова (UKR)            | Јекатерина Ковалевскаја (RUS)    | Маја Чибурданидзе (GEO) Татјана Степоваја-Дианченко (RUS) | 32 / К.О.                        |           |
| 2001.  | Варшава, Пољска        | Алмира Скрипченко (MDA)          | Јекатерина Ковалевскаја (RUS)    | Кетеван Аракамија-Грант (GEO)                             | 157 / 11                         |           |
| 2002.  | Варна, Бугарска        | Антоанета Стефанова (BUL)        | Лилит Мкртчијан (ARM)            | Алиса Галијамова (RUS)                                    | 114 / 11                         |           |
| 2003.  | Силиври, Турска        | Пија Крамлинг (SWE)              | Викторија Чмилите (LTU)          | Татјана Косинцева (RUS)                                   | 113 / 11                         |           |
| 2004.  | Дрезден, Немачка       | Александра Костењук (RUS)        | Жаокин Пенг (HOL)                | Антоанета Стефанова (BUL)                                 | 108 / 12                         |           |
| 2005.  | Кишињев, Молдавија     | Катерина Лахно (UKR)             | Надежда Косинцева (RUS)          | Јелена Дембо (GRE)                                        | 164 / 12                         |           |
| 2006.  | Кушадаси, Турска       | Јекатерина Аталик (TUR)          | Теа Босбум-Ланчава (HOL)         | Лилит Мкртчијан (ARM)                                     | 96 / 11                          |           |
| 2007.  | Дрезден, Немачка       | Татјана Косинцева (RUS)          | Антоанета Стефанова (BUL)        | Надежда Косинцева (RUS)                                   | 150 / 11                         |           |
| 2008.  | Пловдив, Бугарска      | Катерина Лахно (UKR)             | Викторија Чмилите (LTU)          | Ана Ушењина (UKR)                                         | 157 / 11                         |           |
| 2009.  | Санк Петербург, Русија | Татјана Косинцева (RUS)          | Лилит Мкртчијан (ARM)            | Наталија Погоњина (RUS)                                   | 168 / 11                         |           |
| 2010.  | Ријека, Хрватска       | Пија Крамлинг (SWE)              | Викторија Чмилите (LTU)          | Моника Соћко (POL)                                        | 158 / 11                         |           |
| 2011.  | Тбилиси, Грузија       | Викторија Чмилите (LTU)          | Антоанета Стефанова (BUL)        | Елина Даниелан (ARM)                                      | 158 / 11                         |           |
| 2012.  | Газијантеп, Турска     | Валентина Гуњина (RUS)           | Татјана Косинцева (RUS)          | Ана Музичук (SLO)                                         | 103 / 11                         |           |
| 2013.  | Београд, Србија        | Хоанг Тан-Транг (HUN)            | Саломе Мелиа (GEO)               | Лилит Мкртчијан (ARM)                                     | 169 / 11                         |           |
| 2014.  | Пловдив, Бугарска      | Валентина Гуњина (RUS)           | Татјана Косинцева (RUS)          | Саломе Мелиа (GEO)                                        | 116 / 11                         |           |
| 2015.  | Чакви, Грузија         | Наталија Жукова (UKR)            | Нино Бациашвили (GEO)            | Алина Кашлинскаја (RUS)                                   | 98 / 11                          |           |
| 2016.  | Мамаја, Румунија       | Ана Ушењина (UKR)                | Сабрина Вега (ESP)               | Антоанета Стефанова (BUL)                                 | 112 / 11                         |           |
| 2017.  | Рига, Летонија         | Нана Џагнидзе (GEO)              | Александра Горјашкина (RUS)      | Алиса Галијамова (RUS)                                    | 144 / 11                         |           |
| 2018.  | Високе Татре, Словачка | Валентина Гуњина (RUS)           | Нана Џагнидзе (GEO)              | Ана Ушењина (UKR)                                         | 144 / 11                         |           |
| 2019.  | Анталија, Турска       | Алина Кашлинскаја (RUS)          | Мари Себаг (FRA)                 | Елизабет Пец (GER)                                        | 130 / 11                         |           |
| 2020.  |                        | Отказано због Пандемије Ковид-19 | Отказано због Пандемије Ковид-19 | Отказано због Пандемије Ковид-19                          | Отказано због Пандемије Ковид-19 |           |
| 2021.  | Јаши, Румунија         | Елина Даниелан (ARM)             | Јулиа Осмак (UKR)                | Оливиа Кјолбаса (POL)                                     | 117 / 11                         |           |
| 2022.  | Праг, Чешка            | Моника Соћко (POL)               | Гунај Мамаџада (AZE)             | Улвија Фаталијева (AZE)                                   | 123 / 11                         |           |
| 2023.  | Петровац, Црна Гора    | Мери Арабидзе (GEO)              | Оливиа Кјолбаса (POL)            | Александра Малцевскаја (POL)                              | 136 / 11                         |           |
| 2024.  | Родос, Грчка           | Улвија Фаталијева (AZE)          | Наталија Букса (UKR)             | Лела Јавакишвили (GEO)                                    | 182 / 10                         |           |
| 2025.  |                        |                                  |                                  |                                                           |                                  |           |